# Xie Daoqing
Velika carica Kine Xie Daoqing (Xie Qingdau; kineski: 謝道清) bila je kći Xie Quboa, princa od Weija te supruga cara Lizonga od Sunga (理宗) (iz dinastije Sung).
Bila je unuka princa Xie Xinfua, koji je bio princ Huizhen od Lüa.
Rođena je 1210., a umrla je 1283.